# Flugplatz Traben-Trarbach/Mont Royal

i7
i11
i13
Der Flugplatz Traben-Trarbach/Mont Royal (ICAO-Code: EDRM) liegt oberhalb des gleichnamigen Ortes auf dem Mont Royal, der in eine Moselschleife hineinragt. Der als Verkehrslandeplatz kategorisierte Flugplatz dient ausschließlich der Sportfliegerei. Die 750 m lange Rasenbahn liegt in Nord-Süd-Richtung auf dem Rücken des Berges.
Der Flugplatz wurde 1956–1957 eingerichtet und beherbergt seither die Flugzeuge des Deutsch-Amerikanischen Segelflugvereins. Er ist für Segelflugzeuge und leichte Motormaschinen ausgelegt. Der Besuch einer DC-3 bereitete 1958 schon erhebliche Probleme.